# Lee Hong-koo
Lee Hong-koo (9 de mayo de 1934) es un político de Corea del Sur. Ocupó el cargo de primer ministro de Corea del Sur desde el 17 de diciembre de 1994 al 18 de diciembre de 1995.
Después de dejar el cargo, se incorporó al Club de Madrid.